# Vimolj, Kostel
Vimolj je naselje v Občini Kostel.